# Dragon's Lair III: The Curse of Mordread
Dragon's Lair III: The Curse of Mordread è il terzo e ultimo videogioco della saga Dragon's Lair, pubblicato da ReadySoft per Amiga, Atari ST, MS-DOS e Mac OS nel 1993. È basato su sequenze d'animazione create da Don Bluth, ed è il secondo sequel di Dragon's Lair dopo Dragon's Lair II: Time Warp. La meccanica di gioco è la stessa dei titoli precedenti, mentre nell'ambientazione sono presenti molti elementi ispirati ad Alice nel paese delle meraviglie.